# Liga de Ascenso 2011/12
Die Saison 2011/12 ist die dritte Spielzeit der Liga de Ascenso, der zweiten Fußballliga Mexikos. Im Vergleich zum Vorjahr, als die Liga anfangs noch aus 18 Mannschaften bestand, startete die Saison 2011/12 mit nur 16 Teams. Nicht mehr dabei waren der bereits in der Winterpause der Vorsaison ausgestiegene Guerreros FC sowie die in der Sommerpause zurückgezogenen Mannschaften von Alacranes de Durango, Albinegros de Orizaba und Potros Neza sowie der in die Primera División aufgestiegene Club Xoloitzcuintles Tijuana. Neu dabei sind der aus der Primera División abgestiegene Club Necaxa, der aus der dritten Liga aufgestiegene Celaya FC sowie der den Platz seines Ortsnachbarn Potros Neza einnehmende frühere Erstligist Toros Neza. Die Saison endete mit 15 Mannschaften, nachdem die Indios de Ciudad Juárez wegen hoher Schulden für die Rückrundenmeisterschaft keine Lizenz erhalten hatten.

## Die Teilnehmer in der Saison 2011/12
Folgende 16 Mannschaften bestreiten die Saison 2011/12 in der Liga de Ascenso:
| Verein                      | Standort        | Stadion            |
| --------------------------- | --------------- | ------------------ |
| Altamira FC                 | Altamira        | Altamira           |
| Celaya FC                   | Celaya          | Miguel Alemán      |
| Correcaminos de la UAT      | Ciudad Victoria | Marte R. Gómez     |
| Cruz Azul Hidalgo           | Jasso           | 10 de diciembre    |
| Dorados de Sinaloa          | Culiacán        | Banorte            |
| CF Indios                   | Ciudad Juárez   | Benito Juárez      |
| CD Irapuato                 | Irapuato        | Sergio León Chávez |
| CF La Piedad                | La Piedad       | Juan N López       |
| Club León                   | León            | Nou Camp           |
| Lobos BUAP                  | Puebla          | Cuauhtémoc         |
| Mérida FC                   | Mérida          | Carlos Iturralde   |
| Necaxa                      | Aguascalientes  | Victoria           |
| Neza                        | Nezahualcóyotl  | Neza 86            |
| Pumas Morelos               | Cuernavaca      | Centenario         |
| Tiburones Rojos de Veracruz | Veracruz        | Luis de la Fuente  |
| Universidad de Guadalajara  | Guadalajara     | Jalisco            |

## Tabellen der Apertura und Clausura
| Pl. | Verein                  | Sp. | S  | U | N | Tore    | Diff. | Punkte |
| --- | ----------------------- | --- | -- | - | - | ------- | ----- | ------ |
| 1.  | CF La Piedad            | 15  | 10 | 1 | 4 | 026:170 | +9    | 31     |
| 2.  | UAT Correcaminos        | 15  | 7  | 6 | 2 | 033:210 | +12   | 27     |
| 3.  | Toros Neza              | 15  | 7  | 5 | 3 | 027:220 | +5    | 26     |
| 4.  | Club León               | 15  | 5  | 8 | 2 | 026:160 | +10   | 23     |
| 5.  | CD Irapuato             | 15  | 7  | 2 | 6 | 024:170 | +7    | 23     |
| 6.  | Necaxa                  | 15  | 6  | 5 | 4 | 015:140 | +1    | 23     |
| 7.  | Altamira FC             | 15  | 6  | 4 | 5 | 022:220 | ±0    | 22     |
| 8.  | CD Veracruz             | 15  | 6  | 4 | 5 | 017:190 | −2    | 22     |
| 9.  | Pumas Morelos           | 15  | 5  | 6 | 4 | 015:160 | −1    | 21     |
| 10. | Celaya FC               | 15  | 4  | 6 | 5 | 015:200 | −5    | 18     |
| 11. | Lobos de la BUAP        | 15  | 4  | 6 | 5 | 013:180 | −5    | 18     |
| 12. | Universidad Guadalajara | 15  | 3  | 6 | 6 | 016:220 | −6    | 15     |
| 13. | CF Indios               | 15  | 4  | 2 | 9 | 020:240 | −4    | 14     |
| 14. | Dorados de Sinaloa      | 15  | 3  | 5 | 7 | 020:300 | −10   | 14     |
| 15. | Mérida FC               | 15  | 3  | 4 | 8 | 015:190 | −4    | 13     |
| 16. | Cruz Azul Hidalgo       | 15  | 2  | 6 | 7 | 014:210 | −7    | 12     |

| Pl. | Verein                  | Sp. | S  | U | N | Tore    | Diff. | Punkte |
| --- | ----------------------- | --- | -- | - | - | ------- | ----- | ------ |
| 1.  | Club León               | 14  | 10 | 4 | 0 | 041:130 | +28   | 34     |
| 2.  | Mérida FC               | 14  | 8  | 4 | 2 | 016:800 | +8    | 28     |
| 3.  | Necaxa                  | 14  | 8  | 3 | 3 | 020:130 | +7    | 27     |
| 4.  | Toros Neza              | 14  | 6  | 6 | 2 | 025:160 | +9    | 24     |
| 5.  | Lobos de la BUAP        | 14  | 6  | 2 | 6 | 020:200 | ±0    | 20     |
| 6.  | Universidad Guadalajara | 14  | 5  | 5 | 4 | 011:110 | ±0    | 20     |
| 7.  | UAT Correcaminos        | 14  | 5  | 4 | 5 | 022:160 | +6    | 19     |
| 8.  | CF La Piedad            | 14  | 5  | 4 | 5 | 022:170 | +5    | 19     |
| 9.  | Celaya FC               | 14  | 5  | 4 | 5 | 020:230 | −3    | 19     |
| 10. | CD Irapuato             | 14  | 4  | 4 | 6 | 013:170 | −4    | 16     |
| 11. | Dorados de Sinaloa      | 14  | 4  | 2 | 8 | 015:230 | −8    | 14     |
| 12. | Pumas Morelos           | 14  | 3  | 4 | 7 | 007:160 | −9    | 13     |
| 13. | Altamira FC             | 14  | 4  | 1 | 9 | 015:290 | −14   | 13     |
| 14. | CD Veracruz             | 14  | 3  | 3 | 8 | 013:240 | −11   | 12     |
| 15. | Cruz Azul Hidalgo       | 14  | 2  | 4 | 8 | 014:280 | −14   | 10     |

## Liguillas der Apertura 2011
Die die Meisterschaft gewinnende Mannschaft der UAT Correcaminos konnte sich in den beiden ersten Runden nur aufgrund der in der Punktspielrunde mehr erzielten Punkte durchsetzen.

### Viertelfinale
|             | Gesamt |                  | Hinspiel | Rückspiel |
| ----------- | ------ | ---------------- | -------- | --------- |
| CD Irapuato | 0:3    | Club León        | 0:1      | 0:2       |
| Altamira FC | 2:2    | UAT Correcaminos | 2:1      | 0:1       |
| Necaxa      | 2:3    | Toros Neza       | 0:1      | 2:2       |

Superlíder La Piedad kampflos.

### Halbfinale
|            | Gesamt |                  | Hinspiel | Rückspiel |
| ---------- | ------ | ---------------- | -------- | --------- |
| Toros Neza | 3:3    | UAT Correcaminos | 2:1      | 1:2       |
| Club León  | 5:6    | CF La Piedad     | 3:5      | 2:1       |

### Finale
|                  | Gesamt |              | Hinspiel | Rückspiel |
| ---------------- | ------ | ------------ | -------- | --------- |
| UAT Correcaminos | 4:1    | CF La Piedad | 3:1      | 1:0       |

## Liguillas der Clausura 2012

### Viertelfinale
|                            | Gesamt |            | Hinspiel | Rückspiel |
| -------------------------- | ------ | ---------- | -------- | --------- |
| UAT Correcaminos           | 3:1    | Mérida FC  | 2:0      | 1:1       |
| Universidad de Guadalajara | 1:1    | Necaxa     | 1:1      | 0:0       |
| Lobos de la BUAP           | 1:0    | Toros Neza | 1:0      | 0:0       |

Superlíder León kampflos.

### Halbfinale
|                  | Gesamt |           | Hinspiel | Rückspiel |
| ---------------- | ------ | --------- | -------- | --------- |
| Lobos de la BUAP | 3:1    | Necaxa    | 3:0      | 0:1       |
| UAT Correcaminos | 0:1    | Club León | 0:1      | 0:0       |

### Finale
|                  | Gesamt |           | Hinspiel | Rückspiel |
| ---------------- | ------ | --------- | -------- | --------- |
| Lobos de la BUAP | 3:7    | Club León | 3:3      | 0:4       |

## Gesamtsaisontabellen

### Kreuztabelle
| 2011/12           | Altamira | CEL | COR | Cruz Azul Hidalgo | DOR | IND | IRA | La Piedad | León | LOB | Mérida | Necaxa | Neza | Pumas Morelos | Veracruz | UDG |
| ----------------- | -------- | --- | --- | ----------------- | --- | --- | --- | --------- | ---- | --- | ------ | ------ | ---- | ------------- | -------- | --- |
| Altamira FC       |          | 0:1 | 4:4 | 3:4               | 2:0 | 4:2 | 1:1 | 1:0       | 1:1  | 0:0 | 0:2    | 2:0    | 1:2  | 3: 1          | 2:0      | 1:0 |
| Celaya FC         | 2:0      |     | 3:4 | 1:1               | 1:0 | 1:0 | 2:1 | 2:1       | 1:1  | 0:0 | 1:2    | 2:2    | 1:1  | 0:1           | 2:1      | 1:2 |
| Correcaminos      | 4:0      | 1:1 |     | 5:0               | 4:2 | 2:0 | 2:1 | 2:2       | 3:3  | 2:1 | 2:1    | 1:1    | 4:0  | 2:0           | 1:2      | 2:2 |
| Cruz Azul Hidalgo | 1:2      | 2:3 | 2:2 |                   | 1:1 | –:– | 1:0 | 2:1       | 0:3  | 2:3 | 0:3    | 2:1    | 1:2  | 0:0           | 1:1      | 2:2 |
| Dorados           | 4:3      | 2:1 | 1:4 | 1:1               |     | –:– | 2:1 | 1:2       | 1:3  | 1:0 | 3:1    | 1:1    | 2:2  | 2:0           | 1:2      | 3:3 |
| Indios1           | –:–      | –:– | –:– | 2:1               | 1:0 |     | 1:2 | –:–       | 0:1  | –:– | –:–    | –:–    | 0:2  | –:–           | 2:0      | 0:1 |
| Irapuato          | 6:1      | 3:1 | 0:0 | 1:0               | 1:0 | –:– |     | 2:3       | 1:2  | 2:0 | 1:0    | 0:1    | 4:3  | 0:0           | 2:1      | 2:1 |
| La Piedad         | 2:0      | 1:2 | 2:1 | 1:0               | 4:3 | 3:1 | 3:0 |           | 0:0  | 0:2 | 0:0    | 1:2    | 2:2  | 3:1           | 2:0      | 1:2 |
| León              | 5:0      | 5:0 | 2:0 | 1:1               | 6:1 | –:– | 1:1 | 1:1       |      | 5:2 | 2:2    | 2:0    | 2:2  | 3:0           | 3:0      | 1:1 |
| Lobos de la BUAP  | 3:1      | 1:1 | 2:0 | 1:0               | 0:1 | 1:6 | 1:0 | 1:0       | 1:2  |     | 1:2    | 1:2    | 0:1  | 1:1           | 0:2      | 1:0 |
| Mérida FC         | 0:0      | 3:0 | 1:0 | 1:0               | 1:0 | 1:1 | 1:0 | 2:3       | 2:1  | 0:0 |        | 2:0    | 1:1  | 0:0           | 1:1      | 0:1 |
| Necaxa            | 2:1      | 1:1 | 1:0 | 1:0               | 3:0 | 3:2 | 3:1 | 0:1       | 1:1  | 1:1 | 1:0    |        | 0:2  | 1:0           | 3:0      | 1:0 |
| Neza FC           | 3:0      | 3:1 | 1:1 | 4:1               | 1:1 | –:– | 2:2 | 2:1       | 3:4  | 2:2 | 2:1    | 1:0    |      | 1:1           | 2:1      | 3:0 |
| Pumas Morelos     | 0:1      | 2:1 | 1:2 | 1:0               | 1:1 | 2:2 | 1:0 | 0:3       | 2:1  | 2:2 | 1:0    | 1:1    | 1:0  |               | 2:0      | 0:1 |
| Tiburones Rojos   | 1:0      | 1:1 | 1:0 | 1:1               | 1:0 | –:– | 0:2 | 2:3       | 2:5  | 0:2 | 3:0    | 1:1    | 2:2  | 1:0           |          | 3:2 |
| U de G            | 0:3      | 1:1 | 0:0 | 1:1               | 2:0 | –:– | 0:0 | 0:2       | 0:0  | 2:3 | 2:1    | 0:1    | 1:0  | 0:0           | 0:0      |     |

Anmerkungen:
1 Der CF Indios nahm nur an der Vorrunde (Apertura 2011) teil.

### Gesamtjahrestabelle 2011/12
| Pl. | Verein                  | Sp. | S  | U  | N  | Tore    | Diff. | Punkte |
| --- | ----------------------- | --- | -- | -- | -- | ------- | ----- | ------ |
| 1.  | Club León               | 29  | 15 | 12 | 2  | 067:290 | +38   | 57     |
| 2.  | Toros Neza              | 29  | 13 | 11 | 5  | 052:380 | +14   | 50     |
| 3.  | CF La Piedad            | 29  | 15 | 5  | 9  | 048:340 | +14   | 50     |
| 4.  | Necaxa                  | 29  | 14 | 8  | 7  | 035:270 | +8    | 50     |
| 5.  | UAT Correcaminos        | 29  | 12 | 10 | 7  | 055:370 | +18   | 46     |
| 6.  | Mérida FC               | 29  | 11 | 8  | 10 | 031:270 | +4    | 41     |
| 7.  | CD Irapuato             | 29  | 11 | 6  | 12 | 037:340 | +3    | 39     |
| 8.  | Lobos de la BUAP        | 29  | 10 | 8  | 11 | 033:380 | −5    | 38     |
| 9.  | Celaya FC               | 29  | 9  | 10 | 10 | 035:430 | −8    | 37     |
| 10. | Universidad Guadalajara | 29  | 8  | 11 | 10 | 027:330 | −6    | 35     |
| 11. | Altamira FC             | 29  | 10 | 5  | 14 | 037:510 | −14   | 35     |
| 12. | Pumas Morelos           | 52  | 8  | 10 | 34 | 022:320 | −10   | 34     |
| 13. | CD Veracruz             | 29  | 9  | 7  | 13 | 030:430 | −13   | 34     |
| 14. | Dorados de Sinaloa      | 29  | 7  | 7  | 15 | 035:530 | −18   | 28     |
| 15. | Cruz Azul Hidalgo       | 29  | 4  | 10 | 15 | 028:490 | −21   | 22     |
| 16. | CF Indios               | 15  | 4  | 2  | 9  | 020:240 | −4    | 14     |

## Das Aufstiegsfinale
Im Aufstiegsfinale stehen sich die Meister der Apertura (Correcaminos) und der Clausura (León) gegenüber.

### Hinspiel
| UAT Correcaminos                                                | UAT Correcaminos | Club León | Club León |
| --------------------------------------------------------------- | --- | --- | --------- |
| UAT Correcaminos                                                | \| 9. Mai 2012 in Ciudad Victoria, Mexiko (Estadio Marte R. Gómez) \| \| Ergebnis: 2:1 (2:0) \| \| Schiedsrichter: Obed Eliud Gómez Barreras \| | \| 9. Mai 2012 in Ciudad Victoria, Mexiko (Estadio Marte R. Gómez) \| \| Ergebnis: 2:1 (2:0) \| \| Schiedsrichter: Obed Eliud Gómez Barreras \| | Club León |
| UAT Correcaminos                                                | Edgar Patiño – Hugo Sánchez Guerrero, Diego Menghi, Felipe Rios (40. Raymundo Torres), José Salvador Silva – Rolando Sena, Óscar Carrasco, Roberto Saucedo – José Luis López (81. Marvin Piñón), Juan Manuel Sara (70. Ricardo Jiménez Molina), Diego Olsina Cheftrainer: Ignacio Rodríguez | Edgar Hernández Cabrera – Fernando Salazar Lomel (73. Eder Pacheco), Óscar Mascorro, Juan Ignacio González, Edwin Hernández – Luis Montes (49. Eisner Iván Loboa), Carlos Alberto Peña, Hernán Burbano (83. Juan Carlos Pineda) – José Juan Vázquez, Nelson Sebastián Maz, Luis Antonio Delgado Cheftrainer: Gustavo Matosas | Club León |
| UAT Correcaminos                                                | 1:0 José Luis López (17.) 2:0 Roberto Saucedo (41.) | 2:1 Juan Ignacio González (90.) | Club León |
| UAT Correcaminos                                                | Rolando Sena (11.), José Silva (17.), Hugo Sánchez (58.), Óscar Carrasco (90.+3') | Hernán Burbano (15.), Juan González (58.), José Vázquez (90.+2') | Club León |
| UAT Correcaminos                                                | Nelson Maz (6./77.) | | Club León |
| 9. Mai 2012 in Ciudad Victoria, Mexiko (Estadio Marte R. Gómez) | | |           |
| Ergebnis: 2:1 (2:0)                                             | | |           |
| Schiedsrichter: Obed Eliud Gómez Barreras                       | | |           |

### Rückspiel
| Club León                                       | Club León | UAT Correcaminos | UAT Correcaminos |
| ----------------------------------------------- | --- | --- | ---------------- |
| Club León                                       | \| 12. Mai 2012 in León, Mexiko (Estadio Nou Camp) \| \| Ergebnis: 5:0 (3:0) \| \| Schiedsrichter: Luis Enrique Santander \| | \| 12. Mai 2012 in León, Mexiko (Estadio Nou Camp) \| \| Ergebnis: 5:0 (3:0) \| \| Schiedsrichter: Luis Enrique Santander \|                                                                                          | UAT Correcaminos |
| Club León                                       | Edgar Hernández Cabrera – Óscar Mascorro, Juan Ignacio González, Edwin Hernández, Luis Montes – Carlos Alberto Peña, Hernán Burbano, José Juan Vázquez – Luis Humberto Nieves, Eder Pacheco, Luis Antonio Delgado Cheftrainer: Gustavo Matosas | Edgar Patiño – Hugo Sánchez Guerrero, Diego Menghi, Felipe Rios, José Salvador Silva – Rolando Sena, Óscar Carrasco, Roberto Saucedo – José Luis López, Juan Manuel Sara, Diego Olsina Cheftrainer: Ignacio Rodríguez | UAT Correcaminos |
| Club León                                       | 1:0 Carlos Peña (17.) 2:0 Luis Nieves (21.) 3:0 Eder Pacheco (43.) 4:0 Hernán Burbano (70.) 5:0 Hernán Burbano (75.) | | UAT Correcaminos |
| 12. Mai 2012 in León, Mexiko (Estadio Nou Camp) | | |                  |
| Ergebnis: 5:0 (3:0)                             | | |                  |
| Schiedsrichter: Luis Enrique Santander          | | |                  |